# Héhalom, Nógrád
Héhalom  este un sat în districtul Pásztó, județul Nógrád, Ungaria, având o populație de 1.003 locuitori (2011). 

## Demografie
Componența etnică a satului Héhalom
     Maghiari (91,51%)
     Romi (8,49%)
Componența confesională a satului Héhalom
     Romano-catolici (72,48%)
     Fără religie (3,89%)
     Luterani (2,39%)
     Reformați (2,19%)
     Necunoscută (18,64%)
     Atei (0,4%)
     Alte religii (0,3%)
Conform recensământului din 2011, satul Héhalom avea 1.003 locuitori. Din punct de vedere etnic, majoritatea locuitorilor (91,51%) erau maghiari, cu o minoritate de romi (8,49%).  Din punct de vedere confesional, majoritatea locuitorilor (72,48%) erau romano-catolici, existând și minorități de persoane fără religie (3,89%), luterani (2,39%) și reformați (2,19%). Pentru 18,64% din locuitori nu este cunoscută apartenența confesională.